# Assassinat de Bazin
L'assassinat de Bazin est un meurtre politique ayant eu lieu le 9 février 1929 à Hanoï, en Indochine française.

## Déroulement
Le 9 février 1929, Alfred François Bazin, directeur de l'Office général de la main-d’œuvre indochinoise (OGMOI), une maison de recrutement de coolies indochinois à destination des plantations de Cochinchine et des colonies de Nouvelle-Calédonie et des Nouvelles-Hébrides dans le Pacifique est abordé par deux hommes à 20h00 alors qu'il sort de chez sa maîtresse annamite et se trouve rue de Hué. La rue habituellement animée est alors désertée, l'évènement se déroulant à la veille de la fête du Têt. 
Les deux individus le somment de lire un document de six pages dénonçant les pratiques de cette entreprise et son exploitation de la misère humaine. Avant qu'il ait pu finir cette lecture, il est abattu de trois balles à bout portant. Les coups de feu ne sont pas remarqués en raison des multiples feux d'artifice résonnant dans la ville à l'occasion du Têt. 

## Enquête
La Sûreté générale indochinoise enquête sur le meurtre et détermine d'après l'écriture du document manuscrit laissé près du corps de Bazin que son auteur est Léon Van Sanh, ancien étudiant du prestigieux lycée Albert-Sarraut, condamné un mois plus tôt pour avoir distribué des tracts dénonçant les activités de la OGMOI à six mois de prison avec sursis.
Interrogé, il admet avoir rédigé le pamphlet sur la demande de son beau-père Nguyen Tan Long, et l'avoir accompagné lors de l'attaque mais nie être le tireur. Dans la doublure de son vêtement, les policiers découvrent une liste de membres du parti nationaliste Việt Nam Quốc Dân Đảng. Ceci conduit les autorités à effectuer un vaste coup de filet dans les rangs de ce parti. Quatre-vingt-trois d'entre eux sont jugés, dont deux sont condamnés à la peine de mort avec sursis.

## Conséquences
La répression contre le Việt Nam Quốc Dân Đảng est une des causes de la Mutinerie de Yên Bái du 10 février 1930, la première grande crise de l'Indochine française au XXe siècle.